# Église Saint-Nicolas de Velika Vrbnica
Pour les articles homonymes, voir Église Saint-Nicolas.
L'église Saint-Nicolas de Velika Vrbnica (en serbe cyrillique : Црква Св. Николе у Великој Врбници ; en serbe latin : Crkva Sv. Nikole u Velikoj Vrbnici) est une église orthodoxe serbe qui se trouve à Velika Vrbnica, dans la municipalité d'Aleksandrovac et dans le district de Rasina, en Serbie. Elle est inscrite sur la liste des monuments culturels protégés de la république de Serbie (identifiant no SK 1660),,.

## Présentation
L'église est située sur la rive gauche de la rivière Pepeljuša ; elle a été construite en 1821, sous le règne du prince Miloš Obrenović, sur les fondations d'un lieu de culte plus ancien ; la date de la fondation figure sur une dalle de pierre à côté de l'entrée nord.
Elle est constituée d'une nef unique prolongée par une abside demi-circulaire ; la nef est divisée en deux travées par des pilastres qui soutiennent des arcades portant une voûte en berceau,. Dans la zone de l'autel se trouvent deux renfoncements peu profonds, l'un pour le diakonikon, l'autre pour la proscomidie ; un acrosilium s'appuie contre le mur sud de l'aile ouest, dans lequel des bougies sont allumées.
Le toit qui forme un pignon est recouvert de tuiles ; la corniche du toit est forme une sorte de dentelle en briques. Au-dessus de l'entrée principale, à l'ouest, se trouve une niche peu profonde avec une représentation du saint patron de l'église.
À l'intérieur, les murs sont enduits et les fresques d'origine ne sont conservées qu'à l'état de fragments, principalement dans la zone de l'autel. De l'ancienne iconostase, œuvre de Nastas Tomić de Kruševac, seule la croix avec la crucifixion a été préservée.